# Fay-en-Montagne
Fay-en-Montagne é uma comuna francesa na região administrativa de Borgonha-Franco-Condado, no departamento de Jura. Estende-se por uma área de 6,26 km². Em 2010 a comuna tinha 89 habitantes (densidade: 14,2 hab./km²).